# Nient'altro che madrigali
Nient'altro che madrigali è un album musicale del gruppo Io?Drama pubblicato il 2007.

## Tracce
1. China sulla fine del mondo
2. L'inquietudine di Babi
3. Vanità
4. Morgana dorme
5. Acquaragia
6. Dubbi ipnotici
7. Pelle liscia
8. Il testamento di un pagliaccio
9. Ebbrezza
10. Commedia noir
11. Nerabile